# Li Rihua
Li Rihua ou Li Jeu-Houa ou Li Jih-Hua, surnom: Zichang, noms de pinceau: Jiuyi et Zhulan est un peintre chinois de la dynastie Qing, des XVIe – XVIIe siècles. Né à Jiaxing (ville du nord Zhejiang en Chine) en 1565, il est mort en 1635. Il est surtout connu pour être l'auteur des Propos de Zhulan sur la peinture , vers 1620.

## Biographie
Fonctionnaire en poste sous la dynastie Ming, Li Rihua est donc un lettré et comme beaucoup d'entre eux, pratique une peinture de lettrés. Il s'est spécialisé dans la peinture de paysage, mais il est aussi calligraphe et critique d'art. Il est connu pour sa vaste culture littéraire et artistique qui imprègne ses nombreux écrits lesquels traitent des sujets les plus variés. Ses théories esthétiques, ses jugements critiques et les anecdotes historiques dont il compose ses recueils sont d'un grand intérêt,.

## Les «Propos de Zhulan sur la peinture» de Li Rihua comparés aux écrits similaires
Li Rihua (1565-1635), auteur des Propos sur la peinture de Zhulan, vers 1620, est contemporain du peintre Dong Qichang (1555-1636). Sous la dynastie Ming, ils sont tous deux peintres et critiques et restent des références pour Shitao (1641- vers 1719-20), le célèbre auteur des Propos sur la peinture du Moine Citrouille-Amère (vers 1720), sous la dynastie Qing. Quelques citations extraites de ses cahiers permettent d'apporter un éclairage non seulement sur sa pensée mais aussi sur la culture chinoise de cette époque.

### Des qualités morales du peintre
C'est un des motifs les plus anciens et permanent dans toute la littérature sur l'art en Chine qui évoquent très souvent de manière explicite les qualités morales de l'artiste. Il existe d'ailleurs le mot pin, initialement utilisé pour évaluer les qualités morales des fonctionnaires candidats, est aussi employé par les critiques afin de classer les peintres selon leur qualité morale.
Li Rihua reprend ce topos: « Celui dont la valeur morale est inférieure ne saurait peindre »
Ce thème est longuement développé par de nombreux auteurs dont Guo Ruoxu, Shitao, Wang Yu, Tang Dai (XVIIIe siècle), Zhang Geng (1685-1760). Shitao associe cette qualité morale à la pureté bouddhique dans le chapitre intitulé loin de la poussière, où le terme « poussière »  signifie l'ensemble des affaires et usages mondains qui déteignent sur la nature authentique et la souille. Pour atteindre l'authenticité il importe de se détacher de la « poussière rouge », tout ce qui nous attache au petit jeu social. Pour manifester ce détachement, cet état de pureté indispensable avant tout acte de peindre, Guo Si - le fils de Guo Xi - se rappelait tous les actes et les gestes qu'accomplissait son père avant de prendre le pinceau, une quasi-liturgie.

### Les principes du peintre
La formule de Shitao dans son premier chapitre, « L'Unique Trait de Pinceau », peut être comparée à la pensée de Li Rihua, un siècle auparavant: 
« Saisir l'apparence formelle et l'élan intérieur, peindre d'après nature et transmettre l'esprit… révéler dans la totalité ou suggérer elliptiquement .  »
Chez Li Rihua, se trouve une bonne définition de ces diverses notions : « l'apparence formelle » xing, « l'élan intérieur » shi. et l'élan intérieur pouvant être traduit dans la peinture de paysage par les « lignes de force » de la peinture occidentale.
« En ce qui concerne le rendu du sujet: il est moins important de saisir la forme que de saisir ses lignes de force, il est moins important de saisir ses lignes de force que de saisir son rythme, il est moins important de saisir son rythme que de saisir son essence. La forme relève du carré, du circulaire, du plat, etc., et elle peut être entièrement rendue par le pinceau. Les lignes de force consistent dans son attitude générale, mouvement circulaire ou brisé, orientation d'ensemble; le pinceau peut les saisir, mais il ne faut pas qu'il les exprime entièrement, il doit faire participer l'esprit à la forme et laisser à deviner certains éléments sous-entendus (…). »

### L'énergie spirituelle
Dans ses Propos de Zhulan sur la peinture  Li Rihua précise la place de son univers spirituel dans son travail de peintre :
Lorsque le peintre choisit son sujet, il commence par le lieu où il s'installe et installe son spectateur. Il le choisit clair et lumineux, un univers proche. Un environnement rapproché à l'opposé de ce que Guo Xi situait, au XIe siècle, sous les Song, dans le « lointain haut ».
Il fait aussi le choix de ce qui tombe sous le regard : « un site remarquablement étrange, l'écoulement d'une source ou l'émergence des nuages, une voile qui s'évanouit, l'envol des oiseaux »… des phénomènes passagers, insaisissables dans le détail.
Enfin il met l'accent sur « les conditions d'émergence de l'inspiration » (« le voyage de l'intention ») qui dépendent autant de l'effet de présence du lieu choisi sur l'artiste que de son état d'esprit, ses émotions et son esprit que la culture chinoise place au cœur de l'être. Ce sont les conditions indispensables pour que « l'énergie spirituelle » (shenqi) s'empare du paysage qui surgit du pinceau. À ce point de son propos Li Rihua fait allusion à « quelque chose qui survient inopinément […] ce dont il est question dans le bouddhisme (chan) à propos des phénomènes, à savoir que l'apparence sensible (se) la plus évidente est le plus négligeable »
.

### Le paysage étudié au naturel
Shitao : 
« Si l'on ne se réfère pas à cette mesure fondamentale du Ciel et de la Terre, on ne peut rendre compte de toutes les métamorphoses imprévisibles du Paysage, car vents et nuages n'enlacent pas tous les divers paysages de la même manière, rivières et rochers n'animent pas tous les paysages suivant une seule recette de pinceau »
Li Rihua fait aussi allusion à ces études du paysage par fragment, observé au naturel, comme en Occident on l'aurait fait au XVIIIe siècle comme autant de préparations à un tableau de paysage. Il remarque que Su Dongpo, en voyage, emportait toujours des pinceaux et de l'encre avec lui: «… sur la route de Canton, chaque fois qu'il trouve dans la campagne quelque bosquet de bambous ou de vieux arbres, il s'accote au coin d'un poulailler ou d'une porcherie pour en faire une esquisse rapide » .
Artiste célébré par les peintres lettrés à l'époque de Li Rihua, Huang Gongwang (1269 - 1354) était connu pour avoir voyagé dans les montagnes, en réalisant avec un minimum de matériel des peintures de détails isolés sur les sujets qui lui semblaient utile à étudier. Il peut ensuite dépeindre « Les mille monts et les dix mille vallées » qui ont fait son succès. Selon Li Rihua, « si puissant est son génie qu'il rivalise presque avec la création naturelle ».

Déjà à l'époque Song, plusieurs importants traités du paysage, celui de Guo Xi et celui de Han Zhuo , au XIIe siècle, faisaient de l'étude d'après nature une condition de la formation du peintre, aussi indispensable que l'étude des peintres anciens.

### Du bon usage du vide
Dans le même ouvrage . Li Rihua décrit le procédé, propre à l'art chinois et à l'art japonais, qui consiste à opérer des ruptures dans les formes. Il s'agit de produire une ou plusieurs lacunes, zones non-peintes, dans la représentation d'une forme.
« Le coup de pinceau s'interrompt pour mieux se charger de sous-entendus; ainsi, une montagne est figurée par un contour vide, […]: partout le vide doit s'entremêler avec le plein. »
Ce procédé est commenté à nouveau peu de temps après par Chen Hao, sous la dynastie Qing :« Il faut laisser le spectateur saisir par lui-même tout ce que le pinceau laisse à deviner »,

### Complexité peut être signe de vulgarité
La vulgarité  est évoquée indirectement par Li Rihua lorsqu'il critique l'art de Qiu Ying. Il juge ainsi sa peinture inférieure aux anciens peintres car il remarque que celui-ci se complait dans la complexité, fan, et qu'il se montre incapable de faire dans la simplicité, jian. Qu'il est bien capable de mettre en avant ses moyens denses et savoureux, nong, mais se montre impuissant à mettre en valeur la « pâleur insipide », dan.

### Le texte, l'image et leur référent dans le réel
Xue Susu célèbre courtisane, peintre, calligraphe et poète vivait à l'époque de Li Rihua. La tradition rapporte que le peintre Dong Qichang est tombé amoureux de cette courtisane-artiste au premier moment passé ensemble. Sur l'une des peintures de la jeune femme, qu'elle a intitulé Bodhisattva parmi les fleurs  Li Rihua écrit ce petit commentaire : 
« Xue Susu excelle à jouer du zheng [un ancien instrument à cordes], à filer, à broder et à se parer. Elle connait toutes les distractions qui réjouissent les hommes. En vieillissant, elle veut un enfant à elle, mais elle échoue. Alors, elle réalise cette peinture pour demander au bodhisattva de bénir tous les couples qui veulent avoir un enfant.  »
Ce court texte doit être perçu comme « teinté de moquerie » dans le contexte de la culture de la peinture de lettrés à l'époque Ming.